# Lucas Morales (calciatore 1999)
Lucas Nahuel Morales Burruzo (Montevideo, 25 novembre 1999) è un calciatore uruguaiano, centrocampista del Nacional.

## Caratteristiche tecniche
Gioca come esterno destro.

## Carriera
Morales è cresciuto nel settore giovanile del Defensor Sporting, che ha lasciato nel febbraio del 2020 per iniziare la sua carriera professionistica con la maglia del Villa Teresa. Ha esordito il 7 settembre nell'incontro di Segunda División vinto 2-1 contro il Rocha ed il 28 ottobre ha segnato il suo primo gol contro il Tacuarembó.
Nel 2021 è stato acquistato dal Progreso con cui ha debuttato in Primera División. Nel 2022 ha firmato con il Cerro Largo con cui ha fatto il suo esordio nelle competizioni internazionali, in Coppa Sudamericana.
Nel 2023 è passato al Nacional con cui ha giocato con poca frequenza perlopiù da subentrante. Terminata la stagione è stato ceduto in prestito ai Montevideo Wanderers.

## Statistiche

### Presenze e reti nei club
Statistiche aggiornate al 5 maggio 2024.
| Stagione        | Squadra              | Campionato      | Campionato | Campionato | Coppe nazionali | Coppe nazionali | Coppe nazionali | Coppe continentali | Coppe continentali | Coppe continentali | Altre coppe | Altre coppe | Altre coppe | Totale | Totale | Totale |
| Stagione        | Squadra              | Comp            | Pres       | Reti       | Comp            | Pres            | Reti            | Comp               | Pres               | Reti               | Comp        | Pres        | Reti        | Pres   | Reti   |        |
| --------------- | -------------------- | --------------- | ---------- | ---------- | --------------- | --------------- | --------------- | ------------------ | ------------------ | ------------------ | ----------- | ----------- | ----------- | ------ | ------ | ------ |
| 2020            | Villa Teresa         | SD              | 15         | 2          |                 | -               | -               |                    | -                  | -                  |             | -           | -           | 15     | 2      |        |
| 2021            | Progreso             | PD              | 21         | 3          |                 | -               | -               |                    | -                  | -                  |             | -           | -           | 21     | 3      |        |
| 2022            | Cerro Largo          | PD              | 34         | 2          | CU              | 2               | 0               | CS                 | 0                  | 0                  |             | -           | -           | 38     | 2      |        |
| 2023            | Nacional             | PD              | 14         | 0          | CU              | 1               | 0               | CL                 | 1                  | 0                  | SU          | 1           | 0           | 17     | 0      |        |
| 2024            | Montevideo Wanderers | PD              | 9          | 1          | CU              | 1               | 0               | CS                 | 1                  | 0                  |             | -           | -           | 11     | 1      |        |
| Totale carriera | Totale carriera      | Totale carriera | 93         | 8          |                 | 2               | 0               |                    | 4                  | 0                  |             | 1           | 0           | 100    | 8      |        |

## Palmarès

### Competizioni nazionali
- Supercopa Uruguaya: 1

Nacional: 2025